# كيوتاكا إيشيمارو
كيوتاكا إيشيمارو (باليابانية: 石丸 清隆) (30 أكتوبر 1973 في أوساكا في اليابان – )؛ هو لاعب كرة قدم ياباني سابق كان يلعب كلاعب وسط.

## وصلات خارجية
- كيوتاكا إيشيمارو على موقع رابطة كرة القدم اليابانية للمحترفين (اليابانية)
- كيوتاكا إيشيمارو على موقع قاعدة بيانات كرة القدم.إي يو (الإنجليزية)
- كيوتاكا إيشيمارو على موقع Soccerway.com (الإنجليزية)
- كيوتاكا إيشيمارو على موقع عالم كرة القدم.نت (الإنجليزية)